# Герельс, Том
То́м Ге́рельс (нидерл. и англ. Tom Gehrels; 21 февраля 1925, Харлеммермер, Нидерланды — 11 июля 2011, Тусон, США) — американский астроном, профессор астрономии и планетарных наук в Аризонском университете (Тусон).

## Биография
Герельс был участником Движения Сопротивления в Нидерландах в годы Второй мировой войны, а также состоял в британском Управлении специальных операций. После войны окончил Лейденский университет по специальности «астрофизик» в 1951 году, в 1956 году защитил докторскую диссертацию в Чикагском университете. В 1960 году переехал в Аризонский университет.
Герельс впервые стал использовать в 50-х годах фотометрическую систему для поиска астероидов, а также исследовал зависимость длины волны от поляризации звёзд и планет, публикуя свои исследования в «Астрономическом журнале» (англ. Astronomical Journal).
Совместно с Корнелис Йоханнес ван Хаутеном и Ингрид ван Хаутен-Груневельд обнаружил более чем 4000 астероидов, включая астероиды группы Аполлон, астероиды группы Амура, и множество троянских астероидов. Для своих наблюдений Герельс использовал 48-дюймовый телескоп системы Шмидта в обсерватории Паломар и отправлял фотопластины двум голландским астрономам в Лейденскую Обсерваторию, которые анализировали их и выявляли новые, неизвестные ранее, астероиды. Трио совместно приписывают несколько тысяч открытий. Герельс также обнаружил много комет.
| Некоторые открытия, сделанные Герельсом: | Некоторые открытия, сделанные Герельсом: |
| ---------------------------------------- | ---------------------------------------- |
| Астероиды:                               | Кометы:                                  |
| (1979) Сахаров                           | 64P/Свифта — Герельса                    |
| (2247) Хиросима                          | 78P/Герельса                             |
| (4065) Майнель                           | 82P/Герельса                             |
| (11184) Постма                           | 90P/Герельса                             |

Он был основным учёным-фотополяриметристом при экспериментах с Фотополяриметром (англ. Photopolarimeter) на Пионере 10 и Пионере 11.
Герельс написал ряд учебников по тематике космических исследований, был главным редактором при издании первых 30 выпусков газеты Аризонского университета. Он также начал программу Spacewatch и был её основным исследователем — программа электронного наблюдения за кометами и астероидами.
Астероид (1777) Герельс назван в честь него.

## Книги

### Под редакцией Герельса
- Physical Studies of Minor Planets / Том Герельс. — NASA SP-267, 1971.
- lanets Stars and Nebulae Studied With Photopolarimetry / Том Герельс. — 1974. — ISBN 0-81650-428-8.
- Jupiter: Studies of the Interior, Atmosphere, Magnetosphere, and Satellites / Том Герельс. — Gehrels and Mildred Shapley Matthews, 1976. — ISBN 0-81650-530-6.
- Protostars & Planets: Studies of Star Formation and of the Origin of the Solar System / Том Герельс. — 1978. — ISBN 0-81650-674-4.
- Asteroids / Том Герельс. — 1979. — ISBN 0-81650-695-7.
- Saturn / Том Герельс. — 1984. — ISBN 0-81650-829-1.
- Asteroids II / Том Герельс. — 1989. — ISBN 0-81651-123-3.
- Hazards Due to Comets and Asteroids / Том Герельс. — 1994. — ISBN 0-81651-505-0.

### Авторские
- Том Герельс. On the Glassy Sea, in Search of a Worldview. — 2007 (оригинальная публикация — 1988). — ISBN 1-4196-8247-4.
- Том Герельс. Survival Through Evolution: From Multiverse to Modern Society. — 2007. — ISBN 1-41967-055-7.